# ゆきじ
ゆきじ（1965年7月22日 - ）は、日本の女性声優。81プロデュース所属。東京都出身。本名および旧芸名は鈴木 明子（すずき あきこ）。その他の旧芸名は鈴木 晶子（読み同じ）。

## 略歴
2007年3月1日から芸名をゆきじから鈴木晶子に変更したが、2010年11月20日に再び芸名をゆきじに戻している。

## 人物
役柄としては少年役を得意としている。舞台でも少年役を演じており、小川びいは「非常に魅力的」という。

## 出演
太字はメインキャラクター。

### テレビアニメ
1991年
- おばけのホーリー（ステレオン、カカーシン）

1992年
- お〜い!竜馬（近藤長次郎〈少年期〉）
- チロリン村物語（プースケ）
- 炎の闘球児 ドッジ弾平（ジミー、体育委員、三浦つとむ〈2代目〉 他）
- ママは小学4年生（猪熊ナヲ、のら犬、上坂村の男の子、子供）
- YAWARA!（ゴンザレス）

1994年
- キャプテン翼J（滝一）
- 魔法陣グルグル（男の子）
- モンタナ・ジョーンズ（ハンス）

1995年
- あずきちゃん（1995年 - 1998年、高橋朋美〈トモちゃん〉） - 3シリーズ
- それいけ!アンパンマン（キャロットぼうや〈初代〉、クレヨンマン）
- ヤンボウ ニンボウ トンボウ（子ガメ）

1996年
- 爆走兄弟レッツ&ゴー!!（1996年 - 1998年、岩田陽介、子供1） - 2シリーズ

1997年
- ポケットモンスター（1997年 - 2001年、サムライ、ヒロキ、オタチ）

1998年
- 時空探偵ゲンシクン（ゲンシクン）
- 花さか天使テンテンくん（1998年 - 1999年、テンテンくん）

1999年
- 金田一少年の事件簿（1999年 - 2000年、片倉マイ、猪熊英之、黒塚巧）
- ジバクくん（にゃふ〜ん）
- レレレの天才バカボン（ハジメ、通りの主婦、通りの犬、黄色い羽根の少年、チビ太）

2000年
- とっとこハム太郎（海の家のおばあさん）
- GREGORY HORROR SHOW THE LAST TRAIN（物売りの少年）
- ファーブル先生は名探偵（アルバールの妻、セバスチャン）
- ちびまる子ちゃん（ヤス太郎）

2001年
- 犬夜叉（女）
- スクライド（キャミィ）
- 爆転シュート ベイブレード（少年(1)、おばさんA）
- パラッパラッパー（召使いロボット）
- ヒカルの碁（金子正子）
- ポケットモンスタークリスタル ライコウ雷の伝説（ライチュウ）
- 魔法少女猫たると（ママさん）
- RAVE（プルー、ルビー）

2002年
- あたしンち（2002年 - 2009年、タヌキの女子高生、山本）
- おジャ魔女どれみドッカ〜ン!（マジョトロン、猫）
- デュエル・マスターズ（2002年 - 2013年、とりまきB、グレート・バケツマン、ユウマ婆ちゃん） - 3シリーズ
- わがまま☆フェアリー ミルモでポン!（2002年 - 2005年、ヤシチ） - 4シリーズ

2003年
- アソボット戦記五九（チン）
- カスミン（クリスケ）
- 金色のガッシュベル!!（ニャルラト）
- 時空冒険記ゼントリックス（ボムボム）
- 冒険遊記プラスターワールド（ペルシャワー）
- ポポロクロイス（モンバ）
- まっすぐにいこう。（少年2）

2004年
- 陰陽大戦記（榎のオトチカ）
- 今日からマ王!（おばさん、女性）
- マシュマロ通信（老婆）

2005年
- ケロロ軍曹（2005年 - 2009年、ネズミー星人〈前頭〉、妻） - 2シリーズ
- ふしぎ星の☆ふたご姫（2005年 - 2006年、ブウモ）

2006年
- 獣王星（野童）
- ぜんまいざむらい（善之助 / ぜんまいざむらい /アクタレざむらい）
- ちょこッとSister（タケシ）
- 忍たま乱太郎（少年）
- ハローキティ りんごの森シリーズ（2006年 - 2007年、モンガ） - 3シリーズ
- xxxHOLiC（2006年 - 2008年、ジェフ〈鴉天狗〉） - 2シリーズ
- 焼跡の、お菓子の木（善夫）

2007年
- ぷるるんっ!しずくちゃん あはっ☆（マグマン）

2008年
- ドラえもん（テレビ朝日版第2期)（2008年 - 2019年、ガチャ子、少年A、ガラクータ、河童、5歳のジャイアン 他）
- のらみみ2（ユキノフ）
- まめうしくん（そらまめうし）

2009年
- 川の光（スズメの雛）

2010年
- クレヨンしんちゃん / SHIN-MEN（2010年 - 2022年、ウォーターSHIN-MENスィ、頃樫文五郎、ワニ山さん）

2011年
- 青の祓魔師（女教師）
- よんでますよ、アザゼルさん。（2011年 - 2013年、ミカエル） - 2シリーズ

2012年
- イナズマイレブンGO クロノ・ストーン（2012年 - 2013年、トーブ）

2014年
- ポケットモンスター XY（おばあさん）

2017年
- デジモンユニバース アプリモンスターズ（仲居）

### 劇場アニメ
- 走れメロス（1992年）
- あずきちゃん（1995年、高橋朋美〈トモちゃん〉[11]）
- ピチューとピカチュウ（2000年、ブビィ）
- 劇場版ポケットモンスター セレビィ 時を超えた遭遇（2001年、オオタチ）
- 劇場版デュエル・マスターズ 黒月の神帝（2009年、グレート・バケツマン）
- スクライド オルタレイション TAO（2011年、キャミィ）
- スクライド オルタレイション QUAN（2012年、キャミィ）
- 映画ドラえもん のび太の月面探査記（2019年、モゾ）

### OVA
- ぼくたちピチューブラザーズ・パーティはおおさわぎ!のまき（2000年、ゼニガメ）
- アンパンマンとはじめよう! 勇気りんりん! おゆうぎしようね（2005年、赤クレヨンマン）
- アンパンマンとはじめよう! かぞえよう 1・2・3（2006年、ノネズミ六兄弟6）

### ゲーム
2002年
- おジャ魔女どれみドッカ〜ン!にじいろパラダイス（マジョトロン）
- GROOVE ADVENTURE RAVE 〜悠久の絆〜（プルー）
- GROOVE ADVENTURE RAVE 〜未完の秘石〜（プルー、ルビー）
- GROOVE ADVENTURE RAVE ファイティングライブ（プルー）
- GROOVE ADVENTURE RAVE 〜光と闇の大決戦〜（プルー）
- GROOVE ADVENTURE RAVE 〜光と闇の大決戦2〜（プルー、ルビー）
- プルーのだいぼうけん From GROOVE ADVENTURE RAVE（プルー）

2003年
- ガチャフォース（メット、ユージ）
- わがまま☆フェアリー ミルモでポン! 対戦まほうだま

2004年
- ポポロクロイス 月の掟の冒険（モンバ）

2005年
- わがまま☆フェアリー ミルモでポン! どきどきメモリアルパニック

2006年
- スイングゴルフ パンヤ 2ndショット!（ドルフ）

2011年
- クレヨンしんちゃん 宇宙DEアチョー!? 友情のおバカラテ!!

2012年
- イナズマイレブンGO2 クロノ・ストーン ネップウ/ライメイ（トーブ）
- イナズマイレブンGO ストライカーズ2013（トーブ）

2019年
- ドラえもん のび太の月面探査記（モゾ）
- デュエル・マスターズ プレイス（グレート・バケツマン）

### ドラマCD
- ぱにぽに シリーズ（メソウサ）

### 吹き替え

#### 映画
- ハード・ボール（コフィ）

#### アニメ
- ザ・シンプソンズ（少年2、スタン）
- ひつじのショーン（ビッツァー）
- ランゴ（ラッキー）

### テレビ番組
- なんでもランキング バトランQ（バトラン君）
- バンダイキャラネットTV（こんち君）
- ふしぎいっぱい（ナレーション）
- まちかどド・レ・ミ（ポップ）
- バビブベボディ（ナレーション）[12]

### 人形劇
- NHK教育 こどもにんぎょう劇場
  - 「長くつ下のピッピ」
  - 「あしたもともだち」
- ポンキッキ アップルポップ

### 特撮
- 電磁戦隊メガレンジャー（1997年、コムタンの声）